# 青衣灣
青衣灣（英語：Tsing Yi Wan）是香港一個過去存在的海灣，位於新界青衣島東部，對出即為藍巴勒海峽，海灣附近為青嶺咀、上高灘、下涌尾、大王下及青衣墟。香港政府於1980年代於該處填海，以便發展青衣新市鎮，現址填平後改建為青衣海濱公園和青衣運動場。